# F-105雷公戰鬥機
F-105雷公（Thunderchief），是美國服役於1960年代的超音速攻擊機。雖然屬於第二代戰機但同時有戰機和攻擊機特色，可以說是現代F-15E或F/A-18等戰轟機的先驅概念。雖然原先設計是作為戰術核武投擲機，但是越戰中F-105負擔了美國空軍大部分的對地轟炸支援任務。原本該機設計是單座單發動機戰機，但是根據需求評估後來又設計了「野鼬」雙座機版用於強化對地精準轟炸壓制敵軍防空火力。
本機基本上延續F-100戰機的超音速概念，F-105通常裝備傳統炸彈和機砲；然而，它一開始本質上是設計成高速低空核武轟炸機。首飛於1955年，服役於1958年。當時是有史以來最大的美軍單人座戰機，載彈量還超過二戰時的許多戰略轟炸機。當F-105在越戰早期時幾乎負責所有北越境內轟炸任務。在執行的超過20,000架次轟炸中有382架戰損（幾乎是所有833架的一半）；其中有62架是由于機械故障而墜毀。雖然它空戰機動性不如米格機，但是它還是用機砲打下了27架敵機。
越戰期間雙座的F-105F和F-105G可以說是史上第一種專門壓制敵軍防空火力的壓制戰機，可以對抗蘇聯製S-75 Dvina /（SA-2 Guideline）防空飛彈。兩位F-105G飛行員還因為攻擊防空飛彈陣地，並同時擊落兩架MiG-17的戰功獲得榮譽勳章。高風險任務特性讓本機獲得“最先進入戰區，最後離開戰區”的口號；因為機隊必須最先进入战斗空域壓制敵方防空飛彈，而后等到轟炸機大編隊離開後才能斷後離開。
尽管F-105起飞重量达22,680公斤，它还是能够在海平面超过音速，并且在高空达到2马赫的速度。F-105最多可以携带6,700公斤的武器。F-105雷公在北越上空执行傳統對地攻击任务，后来被F-4鬼怪II和F-111取代。不过，其改进型F-105G野鼬一直服役到1984年，直到F-4G鬼怪"Wild Weasel V"取代為止。F-4G后来被F-16CJ取代，后者承担了压制敌方防空任务的角色。

## 成本
以下皆為1960年代幣值，沒有調整成現代通膨
|                  | F-105B    | F-105D    | F-105F/G                             |
| ---------------- | --------- | --------- | ------------------------------------ |
| 分攤研發成本     | 每架2,716 | 每架2,716 | 每架2,716                            |
| 機身             | 4,914,016 | 1,472,145 | 1,524,000                            |
| 發動機           | 328,797   | 244,412   | 290,000                              |
| 航電             | 141,796   | 19,346    | 251,000                              |
| 武裝             | 232,913   | 167,621   | 154,000                              |
| 機砲             | 32,021    | 19,346    | 21,000                               |
| 理論總價         | 5,649,543 | 214萬     | 220萬                                |
| 1973年實際總價   | 261,793   | 282,687   | 701,645加1,803 for F-105G conversion |
| 每小時飛行油料費 |           | 1,020     | 1,020                                |
| 每小時飛行維修費 | 718       | 809       | 808                                  |

## 服役史

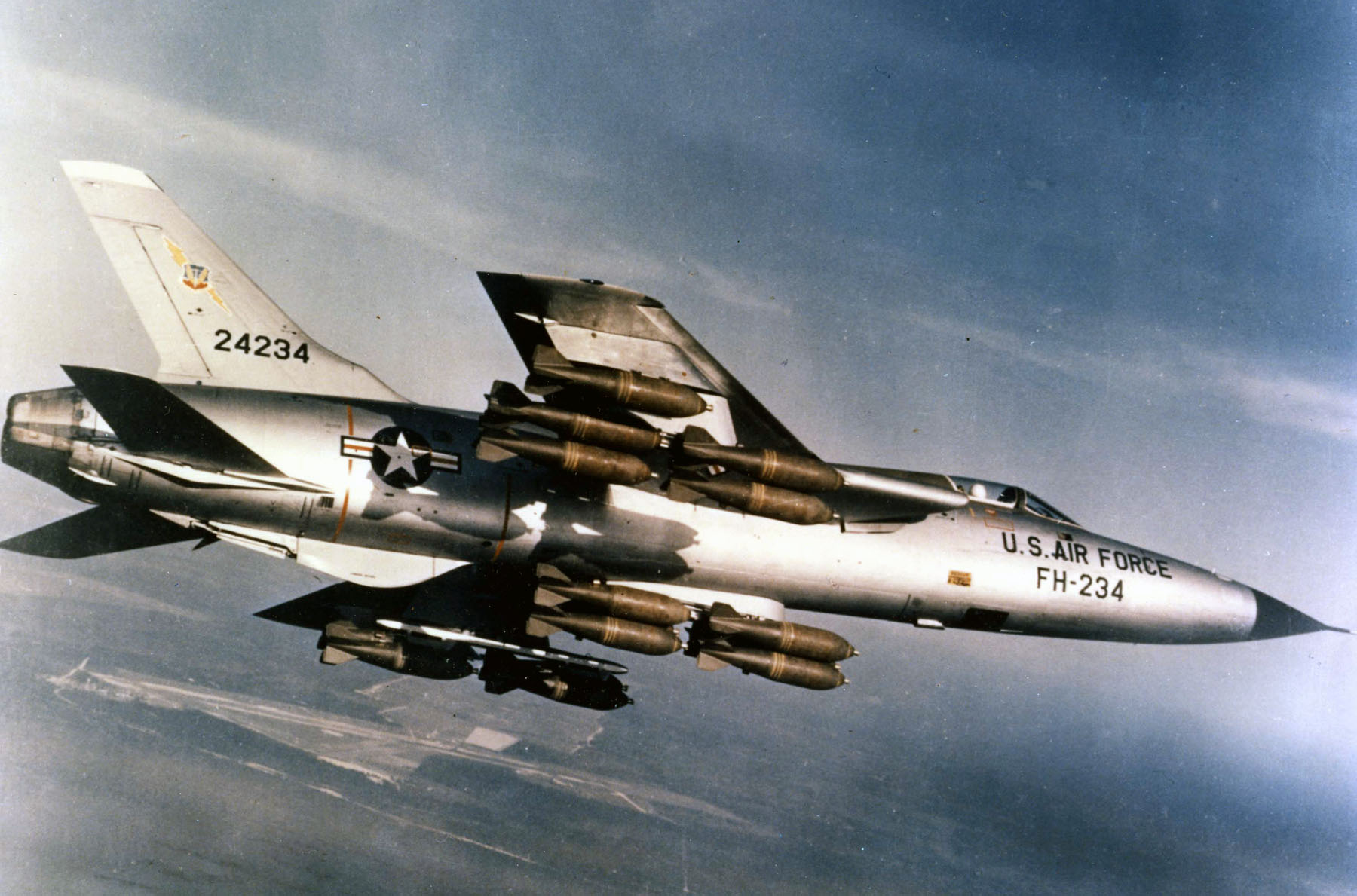
F-105D-30-RE裝載對地炸彈模式

F-105B在1958年5月27日進入美國空軍的戰術航空司令部轄下335戰術戰機分隊服役。跟其他先進戰機一樣F-105初期服役期間航電系統和MA-8火控系統一直出現諸多故障；平均每飛一小時需要150小時維修。許多問題在後续的最佳化專案中才修正。所以1960年時許多F-105B面對備料零件不足的窘境。雖然如此雷公在美國空軍還是創下一個紀錄：就是首次投入服役戰機中唯一第一年都沒有出過重大事故（墜機）的佳績。
1964, F-105B被分發到美國國民兵後備.前線工作由F-105D取代該機有更先進NASARR R-14A雷達和AN/ASG-19全天候火控系統。 R-14A雷達還有地形追蹤能力。  F-105D服役於1960年的335th聯隊。用於在歐洲對抗蘇聯, F-105D也在西德和日本的NATO基地部署且裝備戰術核彈。跟F-105B一樣, F-105D不久也開始出現維修問題和機械故障。本機原始的小名雷公也被調侃成墜機的巨響。另一种说法是“雷公”一词源自“mud-moving”行动中投弹爆炸后的巨大响声。整个F-105机群于1961年10月停飞并于次年6月再次停飞。许多问题都在生产进行时得到了解决；到了1964年，早期型的F-105D被升级到“Look Alike”标准，但發動機停车和燃料系统的问题直到1967年才得到解决。
同時美國逐漸改變F-105最初設計用途的核武轟炸機觀念。 Look Alike升級案在機上增加了16個750 pound（340 kg）炸彈掛架和中線油箱掛架以及發射AGM-12犢牛對地飛彈的能力. 1961六月，一架F-105D於測試中投下7 tons（15,430 lb）常規炸彈—創下單座機投下最重炸彈紀錄，比二戰中許多四發動機轟炸機例如B-17和B-24載彈量還高三倍，但是雷公唯一不足之處就是需要空中加油才能長程轟炸.事實上有一架F-105D就被取名曼菲斯美女II號來自著名的一架二戰B-17曼菲斯美女號.

### 越戰

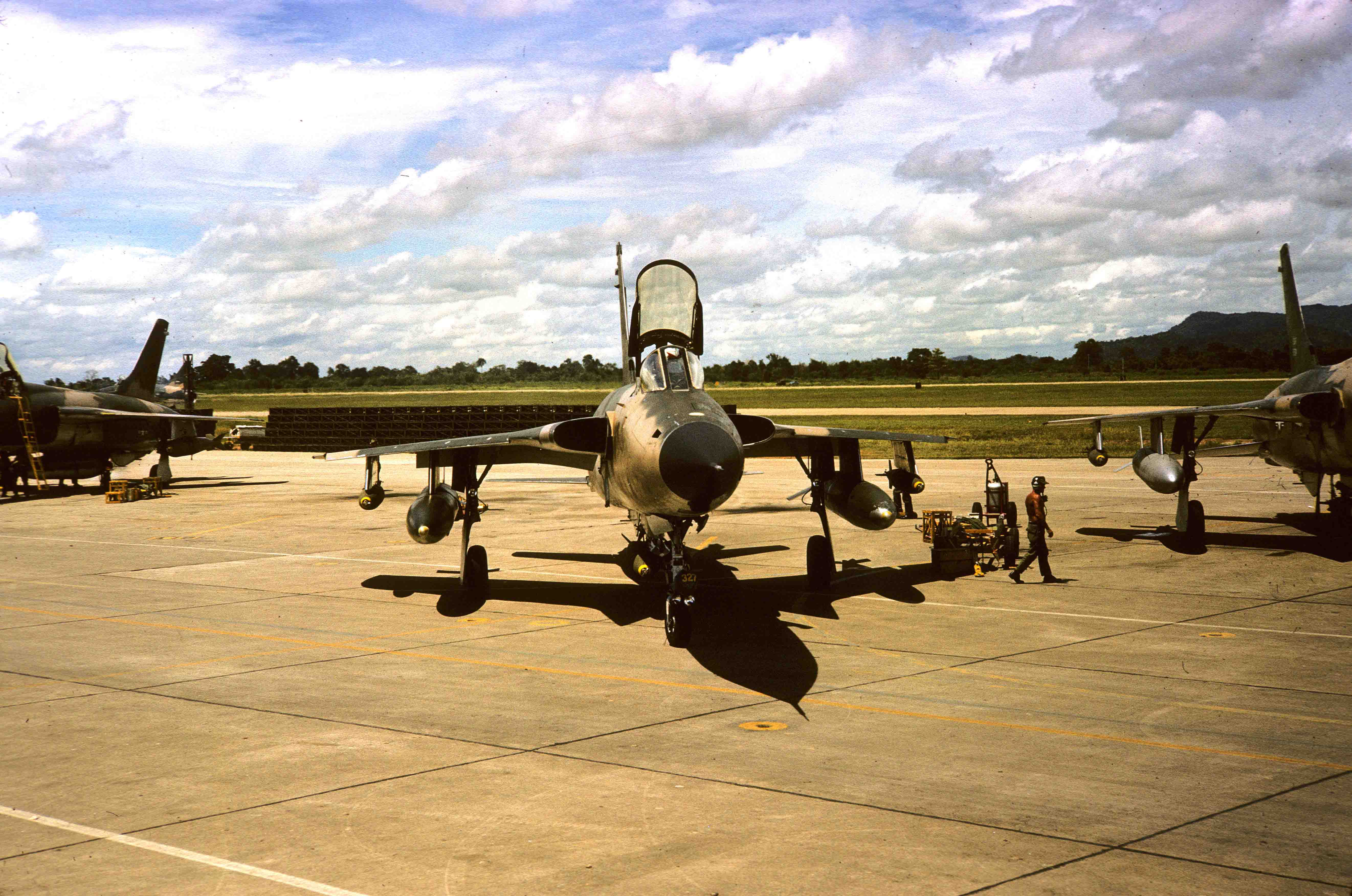
越戰中F-105D於泰國基地

雖然早期服役時故障頻傳，雷公還是成為越戰中主力攻擊機。它比南越用的F-100能搭載更多炸彈飛更遠。也導致了後來的F-105D野鼬改裝型問世，第一架F-105D在1964/8/14的實戰任務就是攻擊一座Plaine des Jarres的地對空飛彈陣地。本任務由來自駐日美軍橫田空軍基地36戰術機聯隊的6441戰機中隊調至泰國後進行.第一架戰損的雷公也出現在本任務（飛行員跳傘成功）。而第一次突擊任務是在1965年1月13日轟炸寮國Ben Ken大橋，为後續1965年3月1日的滾雷行動開路，之後大量F-105D調派在泰國Khorat基地和Takhli基地。1967年8月2日來自335和338戰機聯隊的F-105D又對保羅大橋進行了多次成功突襲。剛開始部署越南的F-105都是金屬色外皮，但是很快就改塗成雙色綠叢林迷彩進行偽裝。
在北越典型的作战任务中，F105在翼下携带2个450加仑（美制）的副油箱，机身的弹仓中携带390加仑（美制）的副油箱，同时携带5颗454公斤炸弹（1,000 磅）或者6颗340公斤（750 磅）炸弹，并且需要接受空中加油才能到1,125 公里（700 英里）以外的河内执行任务。此时的雷公采用低空高速突防的战术应对重重设防的河内上空，这样的到河内以北飞个来回在当时称作是Thud Ridge 21°16′47″N 105°49′37″E / 21.27972°N 105.82694°E。
尽管山脊成为了躲避北越雷达和地對空导弹的屏障，但高射炮以及山谷南部尽头的米格机机场让F-105不能随心所欲的利用掩护。而雷电山脊“（Thud Ridge）”（同时这也是Jack Broughton的一本关于F-105的书的名字）这个名字源自山脊在F-105的任务中扮演的重要角色。

### 退役

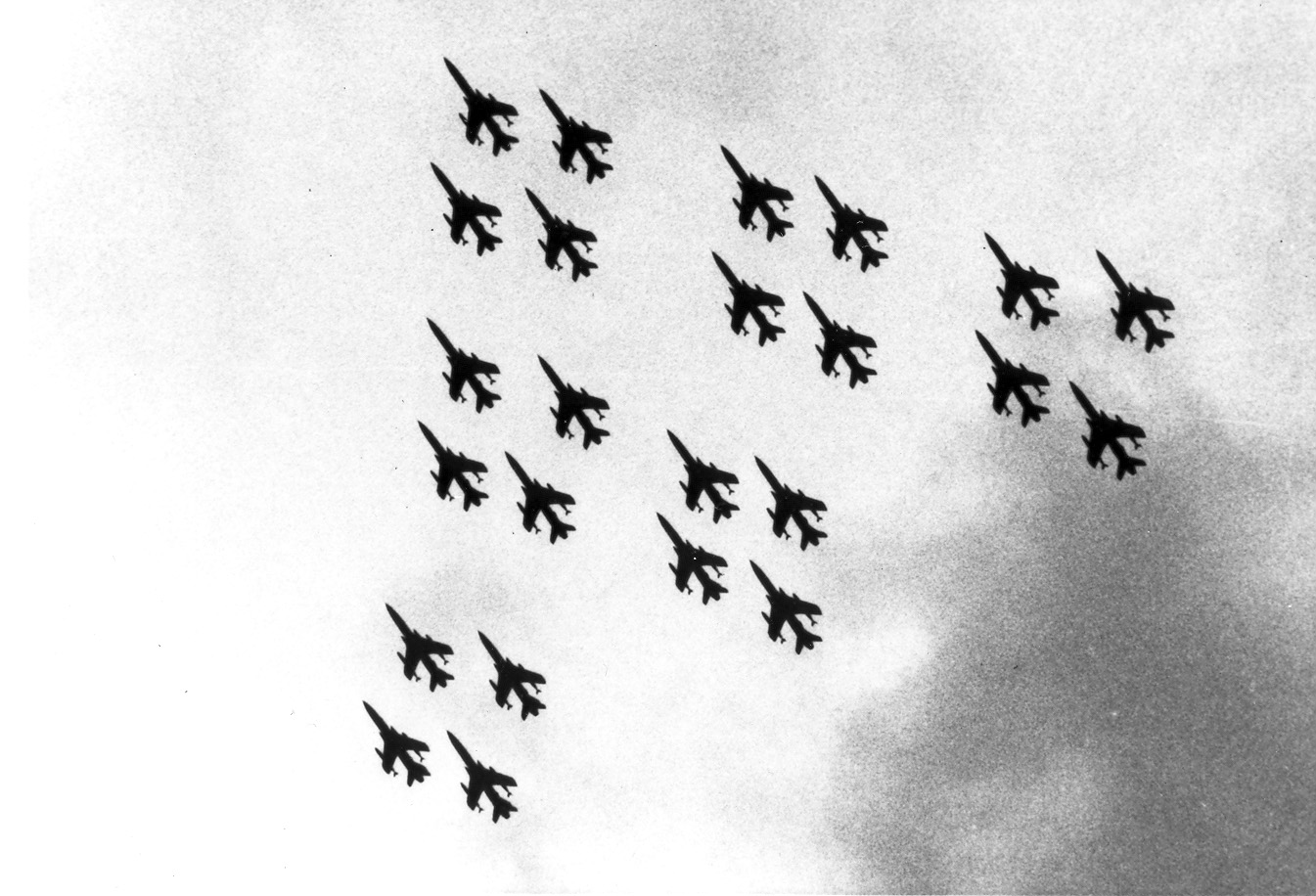
1985年山丘空軍基地退役典禮上24架鑽石編隊飛行

越戰後雷公很快就退役。總共只建造833架，但是到越戰結束後已經損失50%，加上越戰經驗讓F-105的缺陷浮現，美軍不認為該機有前瞻性可以長期服役，少數留下來在1970到80年代的後備空軍和國民兵使用，但是多數機體在1970年代中就已經超過服役年限. F-105最後在1984/2/25舉行官方全退役典禮.並且全部被F-4幽靈式取代。不論如何，雷公在美軍第二代戰機中還是有最長的服役期，因為在1970年代中期壽命到限後，還使用了將近10年。
1964年，军方对F-105B进行了特殊改装，火神机炮被压舱物取代，同时为了特技飞行的需要，机身和机翼的一部分被加固，并加装了烟雾发生器，开始了在雷鸟飞行表演队（USAF Thunderbirds）的短暂飞行，但仅六次表演之后，由于机身结构承受过载过大而发生了一次重大事故，表演飞机不得不又换回F-100超级军刀式战机。

## 延生型
YF-105A
兩架原型機。
YF-105B
四架修正原型機。
F-105B
試產機；75架。
JF-105B
原型機改裝的RF-105B；有3架改裝
RF-105B
偵察機版F-105B；從未生產。
F-105C
雙座教練機；1957取消，從未生產
F-105D
限定生產，有全天候作戰的高級航電，於1959/6/9首飛；生產610架。
RF-105D
偵察機版F-105D；從未生產。
F-105E
教練機版F-105D; 1959取消，從未生產
F-105F
雙座教練機F-105D，也有作戰能力，1963/6/11首飛；生產143架。
EF-105F
最初版野鼬，又稱之為野鼬II（野鼬I是F-100）；生產86架。
F-105G
雙座版野鼬，又稱之為野鼬III（野鼬IV、V皆為F-4），61架都是從EF-105F和F-105F升級來。

## 服役國
美国
- 美國空軍
- 美國空中國民兵

## 技術規格（F-105D）
参考资料：The Great Book of Fighters及Quest for Performance
基本信息
- 机组：1
- 翼型：NACA 65A005.5,翼尖NACA 65A003.7
- 零升阻力系数： 0.0173
- 阻力面积： 6.65 ft²（0.62 m²）
- 纵横比： 3.16

性能
- 推重比：0.74
- 升阻比： 10.4
- 爬升率： 1.7分鐘爬升35,000 ft（11,000 m）

武器

- 機槍：1× 20 mm（0.787 in）M61火神砲, 1,028發
- 外挂点：5炸彈掛點 挂载能力超過14,000 lb（6350 kg）各式炸彈，包含核彈, AIM-9響尾蛇飛彈和AGM-12犢牛飛彈。，

航電

- NASARR R-14A 雷達
- AN/ASG-19 Thunderstick 火控系統
- AN/ARN-85無線電導航（AN/ARN-92的修改型）

## 外部連結
- USAF Museum F-105D Factsheet
- USAF Museum F-105f/G Factsheet
- The Republic F-105 Thunderchief from Greg Goebel's AIR VECTORS（页面存档备份，存于）
- The F-105 Thud, a legend flown by legends（页面存档备份，存于）
- Craig Baker's F-105 Site（页面存档备份，存于）
- Thud Ridge Web: Republic F-105 Thunderchief In Combat
- Break-left: F-105 Thunderchief
- F-105 Thunderchief Walk Around at Wings Oover the Rockies Museum，Denver, CO。
- Aerospaceweb.org profile of the F-105（页面存档备份，存于）
- Twenty-five hour day - Film primarily covering an F-105 attack over North Vietnam. Plenty of Thud footage, and coverage of the support required for such an operation: maintenance crews, planning, refuelling, search and rescue, etc (thumbnails)。
- AeroWeb list of F-105 Thunderchiefs on display in the US.